# Friedrich-Hoffmann-Oberschule
Die Friedrich-Hoffmann-Oberschule ist eine Oberschule in der Stadt Großräschen im Landkreis Oberspreewald-Lausitz in Brandenburg. Sie ging aus der Betriebsberufsschule der Ziegler hervor, die 1956 als „Lehrkombinat der Ziegler“ gegründet wurde. Die Schule ist nach dem Erfinder Friedrich Eduard Hoffmann benannt, das Unterrichtsgebäude steht unter Denkmalschutz.

## Geschichte

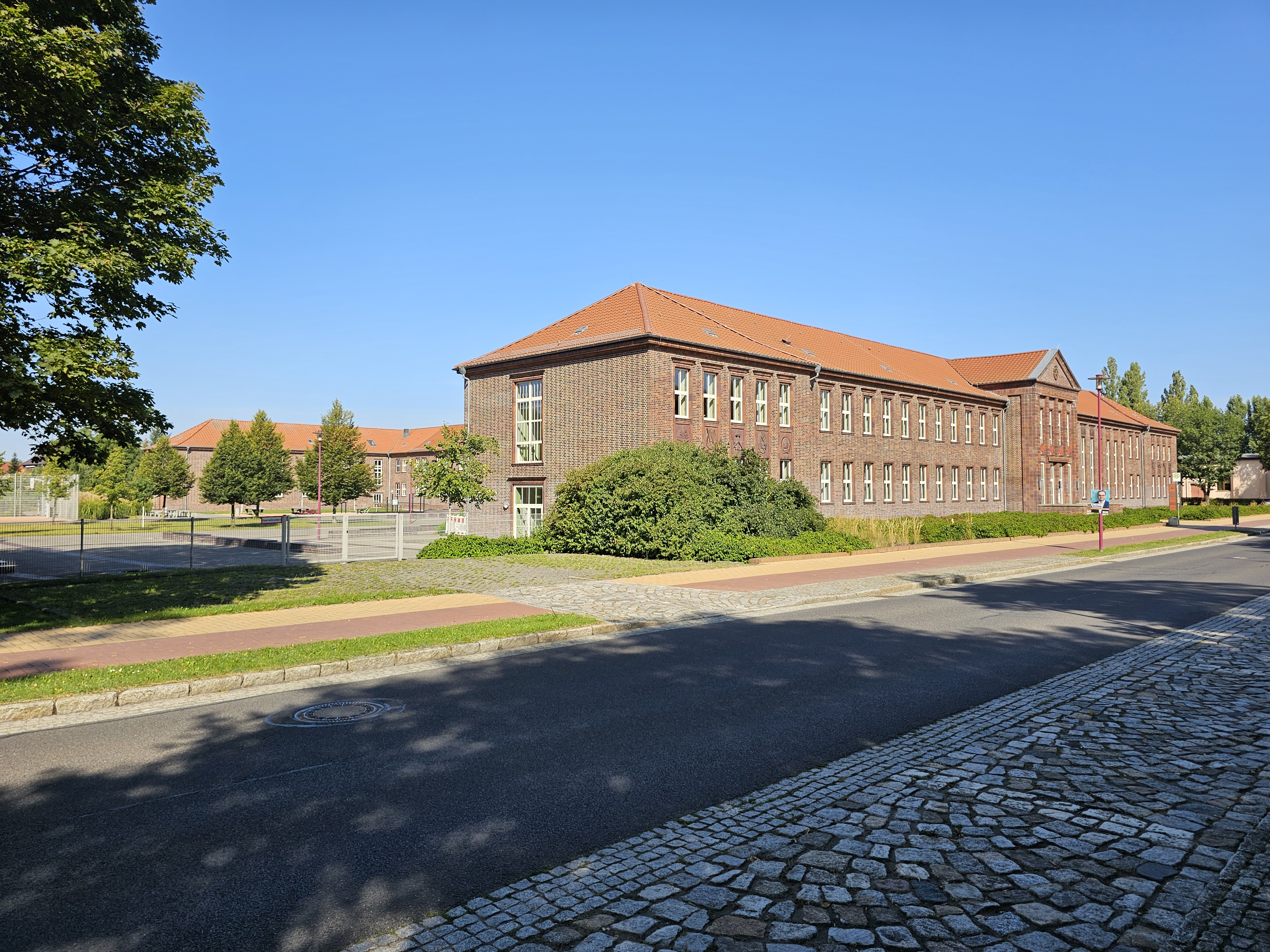
Seitenansicht mit Schulhof (2024)

Vor dem Zweiten Weltkrieg wurden die Lehrlinge der Ilse Bergbau AG in einer werkseigenen Berufsschule ausgebildet. Ab 1951 wurde mit den Planungen für den Bau einer zentralen Berufsschule in Jessen bei Spremberg begonnen, wo sich eine Zweigstelle des Bergbauunternehmens befand. Die Planungen wurden im folgenden Jahr verworfen. 1954 erwarb die Ilse Bergbau AG ein an der Straße nach Senftenberg gelegenes Grundstück von der Stadt Großräschen. Mit den Bauplanungen wurden die Volkseigenen Betriebe „Zentrales Projektierungs- und Konstruktionsbüro, HV Baustoffindustrie“ in Halle (Saale) und „Kreisentwurfsbüro Cottbus, Zweigbüro Senftenberg“ beauftragt. Die Kosten für den Bau beliefen sich auf rund 2,2 Millionen Mark.
Das Gebäude wurde in zwei Bauabschnitten errichtet. Erst wurde der mittlere Hauptflügel gebaut, danach wurde mit dem Bau der Seitenflügel begonnen. Der Innenausbau wurde Anfang 1956 abgeschlossen, sodass die Schule am 3. Februar 1956 als „Lehrkombinat der Ziegler“ eingeweiht werden konnte. Neben Unterrichtsräumen war im Westflügel ein Lehrlingswohnheim untergebracht. Im ersten Jahr wurden an der Schule 128 Lehrlinge ausgebildet. 1975 wurde das Lehrkombinat in „Betriebsberufsschule der Ziegler“ umbenannt.
Nach der Wiedervereinigung und dem ersten Schulreformgesetz des Landes Brandenburg vom 22. August 1991 teilte sich das neu gebildete Gymnasium Großräschen die Räumlichkeiten zunächst mit der Betriebsberufsschule, die 1993 geschlossen wurde. Im ersten Schuljahr wurden am Gymnasium 270 Schülerinnen und Schüler von 22 Lehrkräften unterrichtet. Am 30. November 2001 wurde das Gymnasium nach dem Erfinder und Unternehmer Friedrich Eduard Hoffmann in „Friedrich-Hoffmann-Gymnasium“ umbenannt. Nach dem Schuljahr 2006/2007 wurde das Gymnasium aufgrund sinkender Schülerzahlen geschlossen, die Gymnasialschüler aus Großräschen besuchen seitdem das Friedrich-Engels-Gymnasium in Senftenberg. Das Unterrichtsgebäude wurde danach saniert, die einsturzgefährdete Turnhalle wurde abgerissen. Seit Juli 2008 wird das Gebäude von der Oberschule genutzt, die den Namen des Gymnasiums übernahm. Die neue Turnhalle wurde 2010 fertig gestellt.

## Architektur

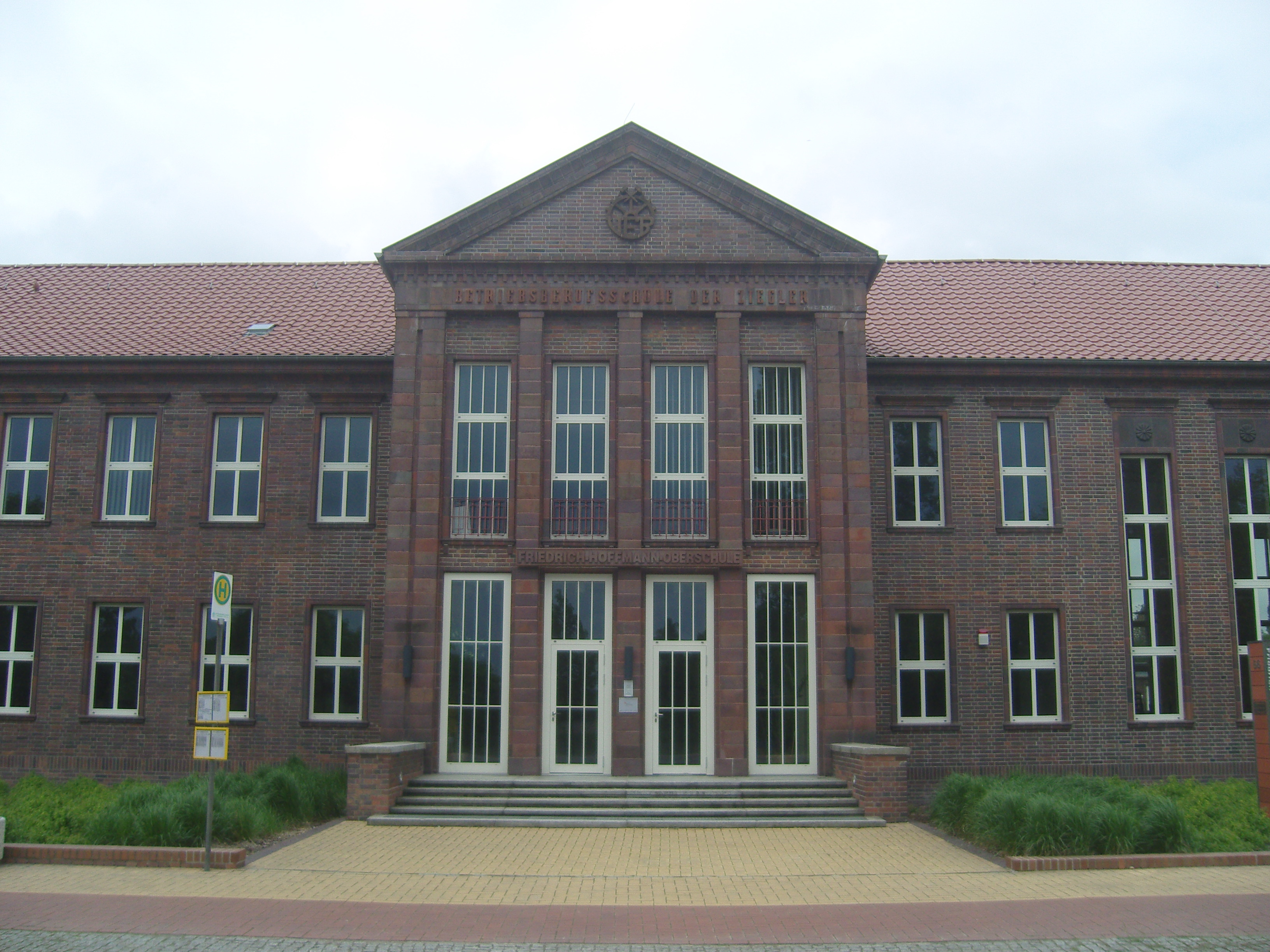
Gesamtansicht des Eingangsbereichs im Mittelrisalit (2010)

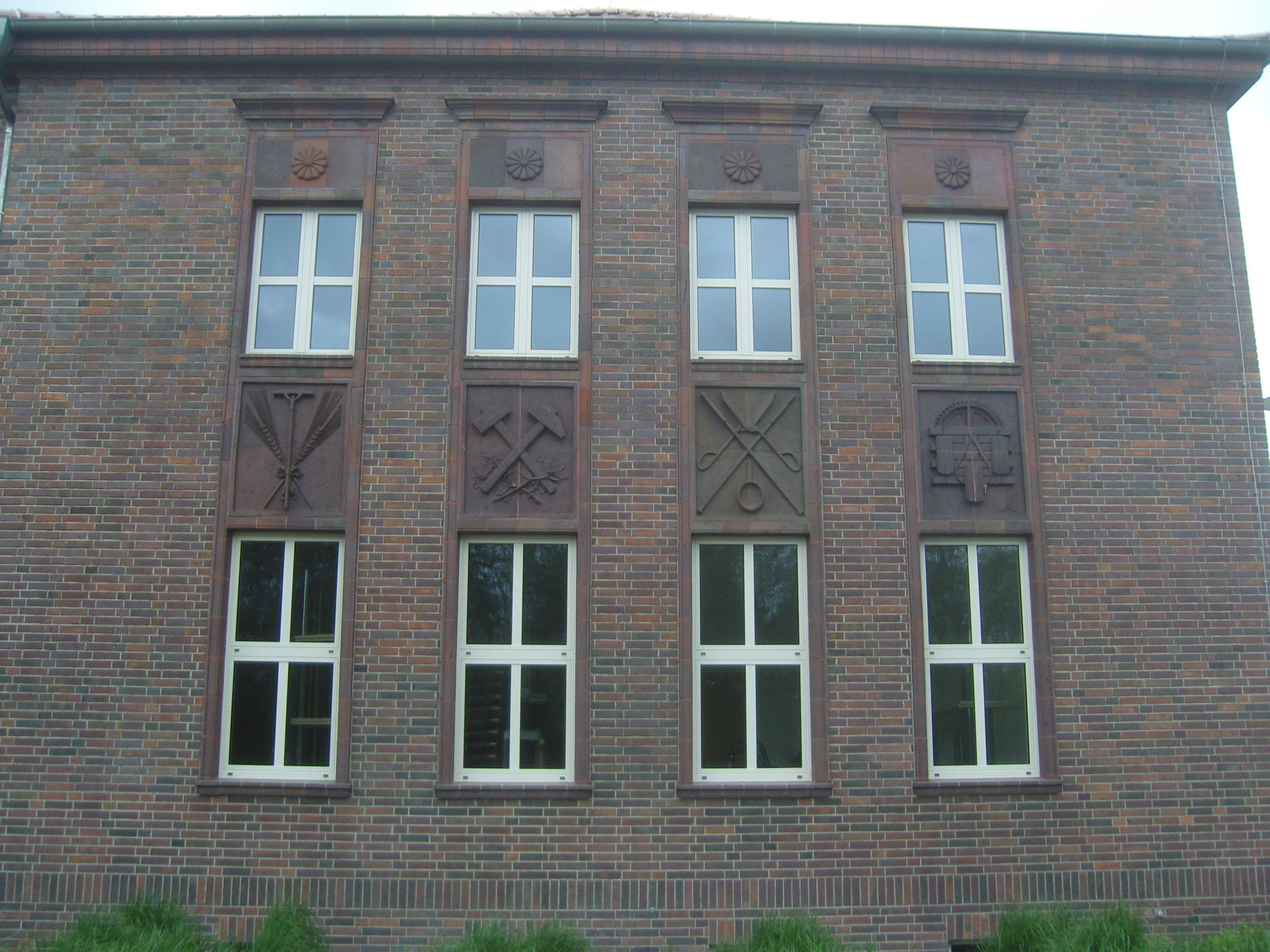
Reliefs zwischen den Fenstern (2010)

Das Unterrichtsgebäude ist ein Bau aus Klinkermauerwerk mit zwei Seitenflügeln auf H-förmigem Grundriss. Es wurde im „Nationalen Stil“ errichtet. Der Hauptflügel mit insgesamt 34 Achsen hat einen monumentalen vierachsigen Mittelrisalit mit hohen Fenstern, Pilastergliederung und vorgelagerter Freitreppe. Im Dreiecksgiebel befindet sich das Logo des Volkseigenen Betriebes. Die schmalen Achsen der Seitenflügel sind mit Keramikreliefs geschmückt, die die Symbole von DDR-Organisationen und Wirtschaftszweigen der Region (Landwirtschaft, Braunkohlenbergbau, Glasproduktion und Keramikindustrie) darstellen.
Im großen Foyer des Schulgebäudes stehen vier mit Keramikplatten verkleidete Pfeiler. Dort befindet sich ein Durchgang zu einer kleinen Aula mit Bühne im nördlichen Teil des Gebäudes.

## Schulprofil
Die Friedrich-Hoffmann-Oberschule ist eine gebundene Ganztagsschule der Klassenstufen sieben bis zehn. Als Abschlüsse werden der Erweiterte Hauptschulabschluss (Berufsbildungsreife), der Realschulabschluss und die Fachoberschulreife mit Berechtigung zum Besuch der gymnasialen Oberstufe angeboten. Im Jahr 2008 wurde die Schule mit dem „Innovationspreis der Stadt Großräschen und des Amtes Altdöbern“ ausgezeichnet.